# Ромберг, Бернхард
Бернхард Генрих Ромберг (нем. Bernhard Heinrich Romberg; 12 (или 13) ноября 1767, Динклаге — 13 августа 1841 года, Гамбург) — немецкий виолончелист-виртуоз, композитор, педагог, считающийся основателем виолончельной школы в Германии, представитель музыкальной династии Ромбергов.

## Биография
Б. Ромберг родился 12(13) ноября в городе Динклаге близ Мюнстера в музыкальной семье. Его отец Антон Ромберг служил фаготистом в Мюнстере, а также владел игрой на виолончели, его дядя Герард Генрих Ромберг был кларнетистом и руководителем капеллы. Брат Бернхарда Антон играл на фаготе и скрипке, а сестра Анжелика пела и играла на фортепиано. Сам Бернхард первые уроки музыки получил у своего отца, в дальнейшем его обучал немецкий виолончелист И. К. Шлик. По другим данным его учителем был также венский виолончелист Ф. К. Марто.
Уже в возрасте семи лет Бернхард начал давать первые публичные выступления со своим двоюродным кузеном Андреасом Ромбергом, который позднее будет известен как прославленный скрипач.
Вместе они с большим успехом гастролировали по Европе, работали в Мюнстерском придворном оркестре, а в дальнейшем по приглашению кёльнского курфюрста в Боннской капелле. В Бонне Бернхард познакомился с Л. Бетховеном, в составе с которым они исполняли фортепианные трио. Впоследствии они встречались не раз, а письма, написанные Ромбергу Бетховеном на закате его жизни, свидетельствуют об установившихся между ними тёплых дружеских отношениях.
В 1793 году вследствие подъёма революционных настроений в Кёльнском курфюрстве капелла была распущена, а Бернхард с Андреасом вынуждены были переехать и обосноваться в Гамбурге, где они продолжили свою концертную и исполнительскую деятельность. Сам Бернхард стал концертмейстером группы виолончелей в театре Шредера. Возвращаясь из концертной поездки по Италии в 1796 году, они задержались в Вене, где познакомились с Й. Гайдном, который дружески содействовал им.
1799 год ознаменовался гастрольным туром Б. Ромберга в Англию, Португалию, Испанию, в котором он впервые разлучился с братом. А в 1800 он вновь посетил Париж, где по уровню своего исполнительства не уступал местным виолончельным мастерам Дюпору и Ламару. В начале 1801 года Ромбергу предложили должность профессора Парижской консерватории, где он проработал недолгое время. Здесь же были изданы первые его четыре концерта для виолончели.
С 1805 по 1819 года Ромберг был солистом Берлинской придворной капеллы, а также служил оперным дирижёром. С 1807 года виолончелист много гастролировал, посетил не только Европу, но и Москву, где проживал несколько лет, совершая поездки в Санкт-Петербург и другие города Российской империи.
В дальнейшем Бернхард Ромберг обосновался в Гамбурге, где продолжил свою успешную концертную деятельность. Будучи богатым человеком, Ромберг скончался в Гамбурге 13 августа 1841 года.

## Концертная жизнь
Известный в первую очередь как виртуозный виолончелист, Ромберг много гастролировал на протяжении всей своей жизни, исколесив всю Европу, «от Петербурга до Мадрида и от Лондона до Киева», не раз посещал Россию. Черты его исполнительского стиля испытывали влияние различных культур, с которыми он взаимодействовал, а также отличались «академичностью» в противовес распространенному в то время стремлению к поверхностному, чрезмерному виртуозничеству. Виртуозность Ромберга не была лишь внешним эффектом, а основывалась на прочной классической технике.
Игра Ромберга отличалась высокой техничностью, мягким тоном, элегантностью и мощью. Даже в преклонном возрасте рецензенты отмечали высокий непревзойденный уровень его игры. Исследователи отмечают, что по уровню его исполнительского искусства Ромберг сопоставим с такими мастерами, как Виотти, Шпор, Паганини.

## Педагогическая и композиторская деятельность
С 1801 по 1803 года Ромберг был профессором Парижской консерватории. Им были написаны ряд сочинений педагогической направленности. На склоне лет музыкантом была составлена виолончельная Школа, которая в качестве учебного пособия была издана Парижской консерваторией в 1839 году. В своей Школе Ромберг агитировал музыкантов игрой приобщать слушателя к высоким чувствам, осуждал музицирование ради пустого времяпровождения.
Среди его учеников — Л. П. Норблен, М. Виельгорский, Ю. Шеплер, И. Прелль, А. Пресс, Ю. Ритц.
Как композитор он был чрезвычайно плодовит. Из сочинений Ромберга более всего значение имеют его 10 виолончельных концертов, которые и до сих пор считаются образцовыми в виолончельной литературе и представляют педагогический интерес благодаря примененной в них технике инструмента. Он писал в различных жанрах, среди его сочинений оперы, оратории, симфонии, музыка к драмам, концерты, квартеты, каприсы, фантазии, полонезы, сборники вариаций. При жизни многие его сочинения с успехом исполнялись на подмостках европейских театров. Все шесть его опер были поставлены. Для сочинений Ромберга характерна пестрота, что является чертой «переходной эпохи».

## Взгляд современников
Знаменитый современник Ромберга, писатель-романтик Э. Т. А. Гофман, следующим образом характеризовал его манеру исполнения : «Полная свободы игра, господство над инструментом, приводящее к тому, что исчезает всякая борьба с этим механическим средством выражения, а инструмент становится непосредственным, свободным органом чувства…Немалую роль при этом играет и то, что Ромберг никогда не имеет перед собой нот, и, сидя перед слушателями, играет всё наизусть.»
К. Л. Юнкер, услышав исполнение музыканта в Маргентгейме в 1791 году, отмечал его безукоризненную интонацию при исключительно быстрых темпах в Allegro и глубокое, проникновенное исполнение Adagio.
Немецкий музыкальный писатель И. Ф. Рохлиц в своей рецензии 1807 года писал : «Ромберг признан всем музыкальным миром… самым совершенным из всех живущих ныне виолончелистов…Избранная аудитория со времён Моцарта не была столь восхищена никаким другим артистом, в равной мере сочинениями и игрой…»
В 1822 году венский корреспондент назвал Ромберга героем всех виолончелистов и королём всех виртуозов.
Л. ван Бетховен высоко оценивал исполнительское дарование музыканта.

## Личная жизнь
Бернхард Ромберг был женат и имел в браке двоих детей — сына Карла (1811—1897), который в дальнейшем в 1830—1840 гг. служил виолончелистом в оркестре немецкого оперного театра в Петербурге, и дочь Бернардину, которая стала певицей.

## Сочинения
- Концерт для виолончели с оркестром № 1 Си-бемоль мажор
- Концерт для виолончели с оркестром № 2 Ре мажор
- Концерт для виолончели с оркестром № 3 Соль мажор
- Концерт для виолончели с оркестром № 4 ми минор
- Концерт для виолончели с оркестром № 5 фа-диез минор
- Концерт для виолончели с оркестром № 6 Фа мажор
- Концерт для виолончели с оркестром № 7 До мажор
- Концерт для виолончели с оркестром № 8 Ля мажор
- Концерт для виолончели с оркестром № 9 си минор
- Концерт для виолончели с оркестром № 10

- Сонаты для виолончели и фортепиано:
  - № 1 соната ми минор
  - № 2 соната Соль мажор
  - № 3 соната Си- бемоль мажор

- Вариации ми мажор, для виолончели и фортепиано
- Souvenir de Vienne для виолончели и фортепиано (оригинал с оркестром)
- Тема с вариациями для виолончели и фортепиано
- Речитатив и ария си-бемоль мажор для виолончели с оркестром
- Вариации ля минор, для виолончели с оркестром
- Le Rêve, фэнтезийная пьеса для виолончели и струнного квартета
- Концертино ми минор для виолончели с оркестром
- Каприччио на польские мелодии и танцы для виолончели
- Интродукция и Полонез для виолончели и фортепиано
- Тема с вариациями и рондо для виолончели и фортепиано
- Вариации ля минор для виолончели с оркестром
- Airs Russes для виолончели с оркестром
- Концерт для флейты и оркестра си минор
- Два дуэта для 2 виолончелей
- Три квинтета для флейты, скрипки, 2 альта и виолончели
- 6 Morceaux Élégants для виолончели и фортепиано
- Двойной концерт, для скрипки, виолончели и оркестра
- Дивертисмент на австрийские мелодии, для виолончели и фортепиано
- Этюды для виолончели, три тетради
- Струнный квартет № 1 Ми-бемоль мажор
- Струнный квартет № 2 Си-бемоль мажор
- Струнный квартет № 3 Ре мажор
- Струнный квартет № 4
- Струнный квартет № 5 соль минор
- Струнный квартет № 6 до минор
- Струнный квартет № 7 Соль мажор
- Струнный квартет № 8 ля мажор
- Струнный квартет № 9 ре минор
- Струнный квартет № 10 ля минор
- Струнный квартет № 11 ми мажор
- Дивертисмент на вестфальские темы для виолончели и струнного квартета
- Фантазия на норвежские мелодии ре минор для виолончели и фортепиано
- Попурри для виолончели и струнного квартета
- Три сонаты для виолончели (скрипки) и арфы (фортепиано)
- Grand Trio фа мажор для струнного трио
- Три дуэта для двух виолончелей (или для скрипки и виолончели)
- Вариации и Рондо ми-бемоль мажор для арфы (или фортепиано) и струнного трио
- Вариации на тему двух русских арий ре минор для виолончели и струнных
- Дивертисмент на финскую и шведскую темы для флейты с сопровождением двух скрипок, альта и виолончели
- Каприччио на шведские национальные мелодии для виолончели и фортепиано
- La belle Bergère: Пьеса для виолончели с фортепиано
- Большая фантазия для виолончели и струнного квартета (или фортепиано)
- Концертино ля мажор, для 2-х виолончелей с оркестром
- Увертюра для оркестра
- Трагическая симфония
- Симфония ре мажор (1830)
- Grosse Kinder Symphonie До мажор
- Опера «Улисс и Цирцея»
- Опера «Берлин»
- Опера «1807»